# MRGPRX2
MRGPRX2 (англ. MAS related GPR family member X2) – білок, який кодується однойменним геном, розташованим у людей на короткому плечі 11-ї хромосоми. Довжина поліпептидного ланцюга білка становить 330 амінокислот, а молекулярна маса — 37 099.
| 10         |  | 20         |  | 30         |  | 40         |  | 50         |
| ---------- |  | ---------- |  | ---------- |  | ---------- |  | ---------- |
| MDPTTPAWGT |  | ESTTVNGNDQ |  | ALLLLCGKET |  | LIPVFLILFI |  | ALVGLVGNGF |
| VLWLLGFRMR |  | RNAFSVYVLS |  | LAGADFLFLC |  | FQIINCLVYL |  | SNFFCSISIN |
| FPSFFTTVMT |  | CAYLAGLSML |  | STVSTERCLS |  | VLWPIWYRCR |  | RPRHLSAVVC |
| VLLWALSLLL |  | SILEGKFCGF |  | LFSDGDSGWC |  | QTFDFITAAW |  | LIFLFMVLCG |
| SSLALLVRIL |  | CGSRGLPLTR |  | LYLTILLTVL |  | VFLLCGLPFG |  | IQWFLILWIW |
| KDSDVLFCHI |  | HPVSVVLSSL |  | NSSANPIIYF |  | FVGSFRKQWR |  | LQQPILKLAL |
| QRALQDIAEV |  | DHSEGCFRQG |  | TPEMSRSSLV |  |            |  |            |

A: Аланін

C: Цистеїн

D: Аспарагінова кислота

E: Глутамінова кислота

F: Фенілаланін

G: Гліцин

H: Гістидин

I: Ізолейцин

K: Лізин

L: Лейцин

M: Метіонін

N: Аспарагін

P: Пролін

Q: Глутамін

R: Аргінін

S: Серин

T: Треонін

V: Валін

W: Триптофан

Кодований геном білок за функціями належить до рецепторів, g-білокспряжених рецепторів, білків внутрішньоклітинного сигналінгу. 
Локалізований у клітинній мембрані, мембрані.